# 奧爾良斯 (加利福尼亞州)
奧爾良斯（英語：Orleans）是位於美國加利福尼亞州洪堡縣的一個非建制地區。該地的面積和人口皆未知。

## 地理
奧爾良斯的座標為41°18′05″N 123°32′28″W / 41.30139°N 123.54111°W，而該地的平均海拔高度為123米（即404英尺）。